# Daniela de Jong
Daniela de Jong (* 1. September 1998 in Stockholm) ist eine schwedische Handballspielerin, die dem Kader der schwedischen Nationalmannschaft angehört.

## Karriere

### Im Verein
Daniela de Jong begann das Handballspielen beim schwedischen Verein Kungsängens SK. Nachdem de Jong anschließend beim IFK Tumba im Jugendbereich aktiv gewesen war, schloss sie sich im Jahr 2013 Skuru IK an. In der Saison 2015/16 bestritt die Rückraumspielerin ihre ersten beiden Erstligaspiele für die Damenmannschaft von Skuru. Zusätzlich sammelte sie Spielpraxis beim Kooperationsverein Nacka HK. Bei Skuru entwickelte sie sich zu einer Führungsspielerin, die später zum Mannschaftskapitän ernannt wurde. Mit Skuru IK gewann sie im Jahr 2021 die schwedische Meisterschaft sowie 2022 den schwedischen Pokal. Ab dem Sommer 2022 lief sie für den rumänischen Erstligisten SCM Râmnicu Vâlcea auf. Seit der Saison 2025/26 steht sie beim ungarischen Erstligisten Debreceni Vasutas SC unter Vertrag.

### In Auswahlmannschaften
Daniela de Jong lief anfangs für die schwedische Jugend- sowie für die Juniorinnennationalmannschaft auf. Sie nahm an der U-18-Weltmeisterschaft 2016 teil, die Schweden auf dem siebten Platz abschloss. Daniela de Jong bestritt am 7. Oktober 2021 ihr Debüt für die schwedische A-Nationalmannschaft gegen Island. Bei der Weltmeisterschaft 2021, bei der Schweden den fünften Platz belegte, wirkte sie in sieben Partien mit und erzielte elf Treffer. Bei der Weltmeisterschaft 2023, in deren Verlauf sie vier Treffer erzielte, belegte sie mit Schweden den vierten Platz.